# Васильев, Николай Васильевич (архитектор)
Николай Васильевич Васильев (26 ноября [8 декабря] 1875, Санкт-Петербург — 16 октября 1958, Нью-Йорк) — русский архитектор и художник.

## Биография
Родился в Петербурге 26 ноября (8 декабря) 1875 года и был крещён 3 декабря в Исаакиевском соборе. Его отец, крестьянин села Погорелки Угличского уезда Ярославской губернии, смог со временем перейти в купеческое сословие.
С 1887 года учился в Санкт-Петербургском коммерческом училище, из которого был выпущен в мае 1895 года. Затем служил в армии, после чего в 1896 году поступил в Петербургский институт гражданских инженеров. Окончив институт в 1901 году с серебряной медалью «за лучшие архитектурные проекты», он поступил в Академию художеств, где учился в мастерской Л. Н. Бенуа; окончил Академию в 1904 году.
До революции жил и работал в Санкт-Петербурге. С 1906 года служил в канцелярии по учреждениям Императрицы Марии, одновременно занимаясь частной практикой. Основной сферой деятельности Николая Васильева была работа над конкурсными проектами, большей частью в компании бывших сокурсников — коллег архитекторов. В рамках этой деятельности Васильев брал на себя в основном решение художественных задач — оформление фасадов, предоставляя коллегам работу над планом. Отдельного внимания заслуживают выполненные Васильевым перспективы зданий, имеющие самостоятельное художественное значение. Наиболее успешным стал союз с Алексеем Бубырем, среди их совместных работ дом Бубыря на Стремянной улице и Немецкий театр в Ревеле (Таллин).
Конец десятилетия стал самым плодотворным периодом в карьере архитектора. Им были представлены проекты Соборной мечети (1-я и 2-я премии) в Санкт-Петербурге и купеческого банка в Харькове (2-я премия), доведённые впоследствии до строительства, велась активная проектная работа для Ревеля (Таллин). Творческим достижением Васильева стали проекты больших жилищных комплексов с оригинальным оформлением фасадов. Идеи, сформулированные в этих работах, были позднее реализованы при строительстве комплекса Бассейного кооператива.
Считается одним из лидеров направления «северный модерн», возникшего в Петербурге под влиянием архитектуры Финляндии. Получил высокую оценку своего творчества от известного финского архитектора Элиэля Сааринена. В 1910-е годы проекты Николая Васильева в стиле «неоклассицизм» не доходят до реализации. Более поздние значительные работы — жилой комплекс Бассейного товарищества собственных квартир («Бассейный кооператив») и здание торговых рядов на Литейном проспекте («Новый пассаж»).
В 1918 году эмигрировал через Турцию и Сербию в США. Успешно работал в Америке, направлял проекты на представительные архитектурные конкурсы в СССР.

### Жизнь и деятельность в эмиграции
Не раньше мая 1921 года вместе с другими беженцами Николай Васильев прибыл в Белград из Константинополя и покинул его самое позднее в январе 1923 года. В течение этих двух лет он вернулся к частной практике и спроектировал ряд зданий в самом Белграде и его округе. Жил на улице Авальска, 4.
Перед переездом в США, где Васильев провёл оставшуюся часть своей жизни, он некоторое время прожил в Сербии, поучаствовав в двух архитектурных проектах — Географического института в Белграде (удачно) и высотного здания газеты «Чикаго трибюн» (неудачно). Васильев попытался впервые в карьере спроектировать небоскрёб и не вполне в этом преуспел.
С 1922 по 1928 годы Васильев находится во Франции, а 22 февраля 1928 года отплывает в США, где сразу по приезде устраивается на работу в респектабельную фирму «Уоррен и Уэтмор». Там он работает до Великой Депрессии, параллельно участвуя в различных архитектурных конкурсах (в частности, на здание Госпрома в Харькове и Дворец Советов в Москве — оба раза неудачно, но проекта Дворца Советов был оценён положительно, занял четвёртое место и получил денежный приз). В 1930 году он принимает американское гражданство, а в 1931 — был уволен из «Уоррен и Уэтмор» в связи с тяжёлым положением американской экономики и отсутствием заказчиков.
После ухода из «Уоррен и Уэтмор» Васильев работает в фирмах «Шрив, Лэм и Хармон», «Лейтмен», «Уитни Ассошиэйтс». В 1936 году он становится штатным сотрудником Управления тоннелями Нью-Йорка, в 1938 переходит в Комиссию по городскому планированию.
Умер 16 октября 1958 года после тяжёлой болезни в больнице святой Клары в Манхэттене.

### Семья
После отъезда Николая Васильевича Васильева за границу, в Советской России остались самые близкие ему люди — жена, дочь Валентина Николаевна (по мужу Леонова) и племянница Тамара Васильевна (по мужу Гуляева), отцом которой был родной брат архитектора Василий, также имевший инженерно-строительное образование.
Жена Николая Васильевича проживала в Ленинграде. Во время Великой Отечественной войны, в 1942 году она эвакуировалась через Ладожское озеро. Дочь Валентина Николаевна проживала в Душанбе.
В белградский период своей жизни Ваисльев был женат на сербке по имени Регина.

## Проекты и постройки

### Постройки в Санкт-Петербурге
- Проспект Стачек, 100 — Казанская церковь и часовня на Красненьком кладбище. 1901. (Не сохранились).
- Особняк В. Савицкого в Царском Селе (г. Пушкин, Московская ул., 15). 1904—1905.
- Дом В. А. Крутиковой в Таракановском пер., 7 (пер. Лодыгина). 1905. Осуществлён с изменением фасада.
- Стремянная улица, 11 — доходный дом Угрюмовых (А. Ф. Бубыря). 1906—1907. Совместно с А. Ф. Бубырем.
- Большая Конюшенная улица, 21-23, правая часть / Волынский переулок, 3 — торговый дом Гвардейского экономического общества. 1908—1909. Участие под руководством Э. Ф. Вирриха. (Расширен).
- Кронверкский проспект,7/Конный переулок, 1 — Санкт-Петербургская соборная и кафедральная мечеть 1909-1920 год. При участии А. И. фон Гогена (инженер-строитель С. С. Кричинский).
- Большой Сампсониевский проспект, 62, двор — Гельсингфорсская улица, 1, двор. — цеха Невской ниточной мануфактуры. 1911. (Расширено). Здание является ярким примером промышленной архитектуры начала XX века.
- Литейный проспект, 57 — торговые ряды «Новый Пассаж». 1912—1913 (здание в, котором с советских времён находятся магазин подписных изданий, спортивный магазин, выставочный зал и т. д.).
- Большой проспект Петроградской стороны, 104 — доходный дом Р. А. Дидерихса. 1912—1914. Совместно с А. Ф. Бубырем.
- Улица Некрасова, 58-60/Греческий проспект, 10-12/Фонтанная улица, 3 — жилой комплекс Бассейного товарищества собственных квартир. 1912—1914. Совместно с Э. Ф. Виррихом, А. И. Зазерским, А. Ф. Бубырем, В. Н. Пясецким

### Постройки в других городах

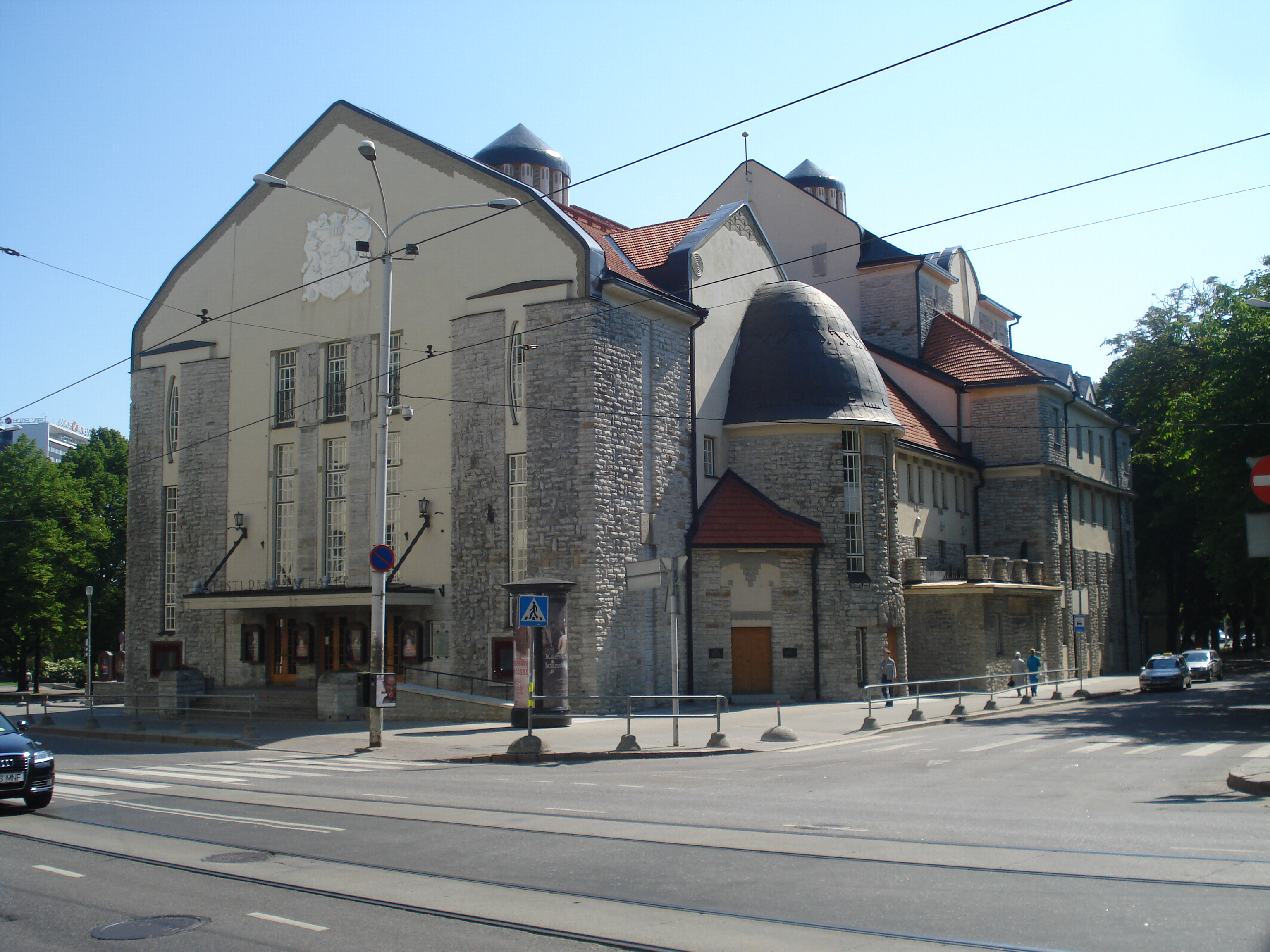
Немецкий театр, Таллин.

- Лубянский пассаж (1882—1883, Москва);
- Немецкий театр (Эстонский драматический театр), Таллин, 1908—1910. Совместно с А. Ф. Бубырем.
- Вилла — особняк А. Лютера, Таллин, 1909—1910. Совместно с А. Ф. Бубырем.
- Корпус мебельной фабрики А. Лютера, Таллин, 1912. Совместно с А. Ф. Бубырем.
- Купеческий банк и гостиница «Астория», Харьков, 1909—1913. Совместно с А. И. Ржепишевским.
- Географический институт в Белграде, 1922—1924. В 1950-е годы здание стало военным музеем.

### Нереализованные проекты
- проект театра в «неорусском стиле», украшенный майоликой, 1906 год
- дом Ушаковой на углу Малого проспекта и Широкой (Ленина) улицы, 1906 год
- проект загородного дома дома княгини Е. А. Воронцовой-Дашковой, 1908 год. Совместно с С. С. Кричинским. Построен как дворец в 1912—1915 годах по проекту С. С. Кричинского.
- конкурсный проект театра и концертного зала Эстонского музыкального общества в Ревеле (Таллин), 1909 год. Совместно с А. Ф. Бубырем. Построен в 1910—1913 годах по проекту финских архитекторов Армаса Линдгрена и Виви Ленн.
- проект жилых домов на Троицкой (Рубинштейна), 1910 год. Совместно с А. И. Дмитриевым
- конкурсный проект жилого комплекса Первого Российского страхового общества на Каменноостровском проспекте, 1910 год. Совместно с А. И. Дмитриевым. Построен в 1911—1912 годах по проекту Л. Н. Бенуа и др.
- дом А. Лютера в Ревеле (Таллин), 1910 год. Совместно с А. Ф. Бубырем.
- конкурсный проект ратуши в Ревеле (Таллин), 1912 год. Совместно с А. Ф. Бубырем.
- конкурсный проект здания Благородного собрания, 1912 год. Совместно с Ф. Ф. Лумбергом. Построено в 1912—1914 годах по проекту В. А. Косякова и Г. А. Косякова
- конкурсный проект здания Министерства торговли и промышленности, 1913 год. Построено в 1913—1915 годах по проекту М. М. Перетяковича
- конкурсный проект здания Государственного банка на Михайловской площади (площади Искусств), 1914 год
- конкурсный проект здания Госпромышленности в Харькове, 1925 год
- конкурсный проект памятника Христофору Колумбу в Санто-Доминго, 1929 год
- конкурсный проект Дворца Советов в Москве, 1931 год
- многочисленные конкурсные проекты общественных зданий для различных городов Российской империи.

## Адреса в Санкт-Петербурге — Петрограде
- 1901—1911 — ул. Якубовича, 22 (дом Тампера, архитектор Е. Т. Цолликофер);
- 1911—1912 — Каменноостровский пр., 59 (доходный дом И. Д. Агафонова, архитектор П. М. Мульханов);
- 1912—1913 — наб. Адмиралтейского канала, 17 (дом Ф. В. Кранкенгагена, архитектор А. А. Бруни);
- 1913—1915 — Писарева ул., 14 (доходный дом А. Ф. Черепенникова, архитектор В. Ф. Розинский);
- 1916—1918 — Стремянная ул. (собственный доходный дом А. Ф. Бубыря, архитекторы А. Ф. Бубырь, Н. В. Васильев).